# 차이나 갓 탤런트
차이나 갓 탤런트는 중국 드래곤TV에서 2010년부터 방송된 오디션 프로그램이다. 류웨이가 시즌1 우승자가 되었다.